# کنستانتین سیدامون-اریستوف
کنستانتین سیدامون-اریستوف (به گرجی: კონსტანტინე სიდამონ-ერისთავი) (به انگلیسی: Constantine Sidamon-Eristoff) (۲۸ ژوئن ۱۹۳۰ -  ۲۶ دسامبر ۲۰۱۱) یک اشرافی گرجی  در آمریکا و کمیسر بزرگراه شهر نیویورک در دوره جان وی لیندسی بود.

## زندگی‌نامه
کنستانتین در شهر نیویورک به دنیا آمد و به ادعای خودش از نسل پادشاهان قرون وسطایی آراگوی بود. در شهر نیویورک و در خانه سیدامون- اریستاوی به دنیا آمد. وی فرزند سیمون سیدامون اریستوف افسر نظامی گرجی بود که پس از حمله بلشویک‌ها به گرجستان در سال ۱۹۲۱ به ایالات متحده مهاجرت کرد. وی پدر اندرو سیدامون اریستوف ، از سیاستمداران برجسته آمریکا است.

## سیاست
وی در دوره شهرداری جان وی لیندسی کمیسر بزرگراه شهر نیویورک بود. درسال ۱۹۷۴ وی توسط فرماندار مالکوم ویلسون به عضویت در متصدیان حمل و نقل متروپولیتن منصوب شد.
وی از سال ۱۹۸۹ تا ۱۹۹۳ درزمان رئیس جمهور جرج هربرت واکر بوش مدیر سازمان حفاظت از محیط زیست منطقه شماره ۲ نیویورک بود.